# Bruno Julie
Bruno Louis Richard Julie (* 11. Juli 1978) ist ein ehemaliger mauritischer Boxer und aktueller Boxtrainer. Er gewann bei den Olympischen Spielen 2008 in Peking eine Bronzemedaille im Bantamgewicht und ist damit der bisher einzige mauritische Medaillengewinner bei Olympischen Spielen.

## Boxkarriere
Der etwa 1,75 m große Rechtsausleger stammt aus Beau Bassin-Rose Hill und ist der erfolgreichste Boxer in der Sportgeschichte seines Landes. Er gewann jeweils die Silbermedaille bei den Afrikameisterschaften 2001 in Mauritius und 2003 in Kamerun, sowie bei den Commonwealth Games 2006 in Australien. Bei der Afrikameisterschaft 2007 auf Madagaskar errang er die Goldmedaille und besiegte im Finale Abdelhalim Ouradi.
Bei den Afrikaspielen 2007 in Algerien gewann er Bronze und bei der Commonwealth-Meisterschaft 2007 in England Gold. Er besiegte dabei auch den späteren Olympiasieger Luke Campbell. Bei der Weltmeisterschaft 2007 in den USA kam er gegen Francisco Castillejo und Orzubek Shayimov ins Achtelfinale, wo er gegen Joseph Murray unterlag.
Bei der afrikanischen Olympiaqualifikation 2008 in Namibia konnte er einen Startplatz für die Olympischen Spiele 2008 erkämpfen. Bei Olympia besiegte er Thabiso Nketu 17:8, Xurshid Tojiboyev 16:4 und Héctor Manzanilla 13:9, ehe er im Halbfinale mit 5:7 gegen Yankiel León verlor und mit einer Bronzemedaille ausschied.
2009 gewann er jeweils Silber bei der Afrikameisterschaft auf Mauritius und den Frankophonen Spielen im Libanon, sowie 2010 jeweils Bronze bei der Commonwealth-Meisterschaft und den Commonwealth Games in Indien.
2011 erkämpfte er erneut Silber bei der Afrikameisterschaft in Kamerun und die Goldmedaille bei den Afrikaspielen 2011 in Mosambik. Dabei schlug er im Finalkampf Reda Benbaziz. Bei der Weltmeisterschaft 2011 verlor er im ersten Kampf gegen Bashir Hassan.
Bei der afrikanischen Olympiaqualifikation 2012 in Marokko schied er im Achtelfinale gegen Romeo Lemboumba aus.